# Clearbrook Park
Clearbrook Park és una concentració de població designada pel cens dels Estats Units a l'estat de Nova Jersey. Segons el cens del 2000 tenia 3.053 habitants.

## Demografia
Segons el cens del 2000, Clearbrook Park tenia 3.053 habitants, 1.947 habitatges, i 1.006 famílies. La densitat de població era de 1.386,8 habitants/km².
Dels 1.947 habitatges en un 0,5% hi vivien nens de menys de 18 anys, en un 49,2% hi vivien parelles casades, en un 2,2% dones solteres, i en un 48,3% no eren unitats familiars. En el 46,2% dels habitatges hi vivien persones soles el 44,1% de les quals corresponia a persones de 65 anys o més que vivien soles. El nombre mitjà de persones vivint en cada habitatge era d'1,57 i el nombre mitjà de persones que vivien en cada família era de 2,06.
Per edats la població es repartia de la següent manera: un 0,8% tenia menys de 18 anys, un 0,1% entre 18 i 24, un 1,1% entre 25 i 44, un 7,6% de 45 a 60 i un 90,4% 65 anys o més.
L'edat mediana era de 76 anys. Per cada 100 dones de 18 o més anys hi havia 66,1 homes.
La renda mediana per habitatge era de 36.506 $ i la renda mediana per família de 49.228 $. Els homes tenien una renda mediana de 36.429 $ mentre que les dones 49.375 $. La renda per capita de la població era de 29.688 $. Cap de les famílies i el 2,2% de la població estaven per davall del llindar de pobresa.

## Poblacions més properes
El següent diagrama mostra les poblacions més properes.